# Film Ist. (1-6)
Film Ist. (1-6) es un largometraje del año 1998 dirigido y escrito por Gustav Deutsch (1952, Viena, Austria - 2019, Viena, Austria). Se considera un documental del género del cine experimental.
Deutsch combina imágenes científicas y educativas silenciando las voces y sonidos originales para enlazar una banda sonora lírica —basada, principalmente, en efectos sonoros— que enfatiza el carácter meditativo del film a la vez que unifica el conjunto y le otorga significado.
Deutsch "desnudó estas películas de las explicaciones de fisiología o psicología que originalmente las acompañaban", escribe Tom Gunning. “Sin estas explicaciones tranquilizadoras, buena parte de las imágenes parecen extrañas, oníricas, horribles o divertidas, grotescas. En lugar de ser procesadas para obtener la información que tienen, estas imágenes nos confrontan con toda su extrañeza”.

## Trama
La película consiste en el laboratorio científico como lugar de nacimiento de la cinematografía. Agrupa seis películas o capítulos filmográficos basados en el metraje encontrado.
Los seis cortometrajes, de aproximadamente 10 minutos cada uno, muestran el despegue de palomas, la extracción de un ojo humano, la visión estereoscópica, cómo andan los niños pequeños y los simios, un Mercedes estrellándose contra una pared en cámara lenta, entre otras.

### Movimiento y tiempo (Bewegung und Zeit)
En la primera película se pretende cambiar la descripción que los hermanos Lumière hacen de la cámara y el cine en 1895: “inscriptor del movimiento”, una máquina “para reproducir la vida real”. Deutsch, en cambio, considera que “nada en la pantalla del cine no es realmente “movimiento”, y nada es “vida real”". Así pues, presenta la idea de que el aspecto vigoroso del cine es el hecho de ser “una ilusión conseguida mediante la grabación y reproducción del movimiento”.

### Luz y oscuridad (Licht und Dunkelheit)
Licht und Dunkelheit expone la invención y origen del cine: la luz y la oscuridad. “En los cines actuales, la oscuridad sigue la luz cuarenta y ocho veces por segundo. Este es el ritmo en que la puerta interrumpe la luz de la lámpara del proyector y crea, junto con el avance de la película, una tormenta cinematográfica de rayos para nuestros sentidos”.

### Un instrumento (Ein instrument)
La idea central del tercer cortometraje es hacer patente la importancia del cine como herramienta para la investigación científica. “Desde la primera serie crono-fotográfica, los sucesivos científicos de nuestro siglo han aprovechado todas las posibilidades cinematográficas para explorar el mundo, al mismo tiempo que han incorporado desarrollos paralelos como la película de rayos X”.

### Material (Material)
La noción de la cuarta película viene dada de una experiencia propia del autor: "Mi chica de la limpieza utilizó esta película para limpiar las baldosas del suelo", dijo el vendedor del mercado de pulgas de Sao Paulo, mientras me libraba un pequeño rollo de película. Una copia de trabajo que contiene dos fotogramas de cada escena de un largometraje que se utiliza para determinar los tiempos de exposición. El material de limpieza había atacado la emulsión con entusiasmo”. Material hace referencia a la importancia del material y a cómo es visto a ojos de cada individuo.

### Un parpadeo de ojos (Ein Augenblick)
Deutsch relaciona el mundo cinematográfico con el fenómeno phi, que crea “una ilusión de movimiento continuo, a pesar de que lo que se proyecta no es más que una serie de imágenes fijas”. Tal como Edgar Mueran expresa, "el espectador del cine reacciona a la pantalla como si el cerebro estuviera unido a una retina invertida a distancia”.

### Un espejo (Ein Spiegel)
El último film del documental de Deutsch medita sobre la similitud entre una película y un espejo respecto de su funcionalidad: "La imagen cinematográfica... es el que es, que es película. No es ni un espejo que se niega a si mismo ni un medio que se ignora. Es ella misma la concreción... de la función de espejo; la encarnación de la reflexión: una mirada que mira atrás", escribió Michael Kötz refiriéndose a la doble función de la cámara y el proyector que incorporaron los hermanos Lumière.

## Gustav Deutsch

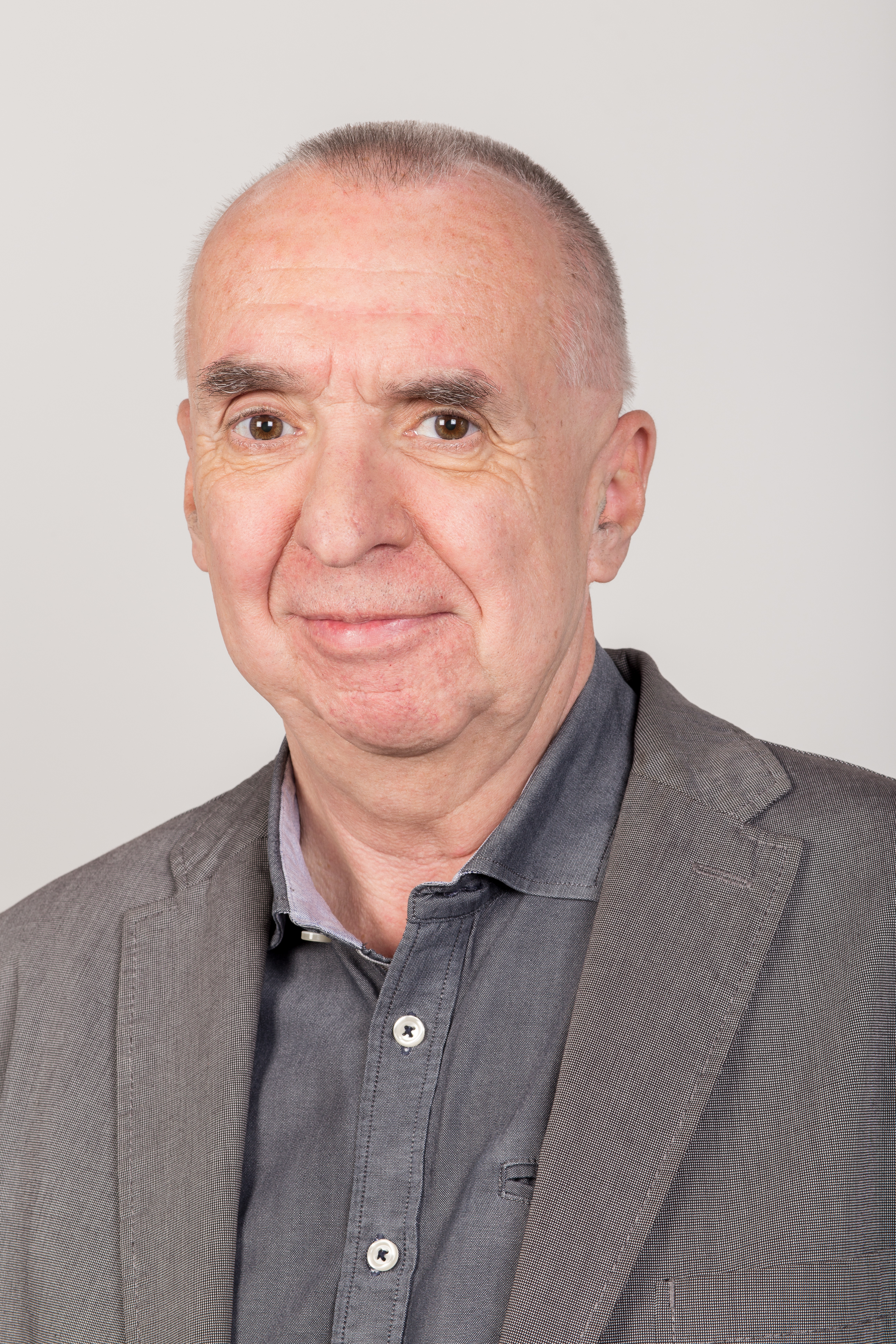
Gustav Deutsch (2016)

Gustav Deutsch fue un cineasta que empezó a explorar el campo de la cinematografía a finales de los años 70. Las producciones de Deutsch, basadas principalmente en el metraje encontrado, se apoyan en las creaciones de Joseph Cornell y Bruce Conner. En total, agrupa unas ciento películas.
Otras ocupaciones y hobbies fueron el dibujo, la fotografía, la arquitectura y la música.

## Otros datos
- Gustav Deutsch fue galardonado por el documental en Ann Arbor Film Festival (2000), en la categoría de “El mejor del festival”.[5]
- El largometraje es seguido por dos producciones de Deutsch más: Film Ist. (7-12), de 2002, que se centra en los trucos, el humor y el teatro para intentar trazar una línea hacia las innovaciones de Mèlies; y Film ist a Girl & a Gun, estrenada en 2009.[6] La trilogía es un esfuerzo de describir y definir por sí misma lo que la película es.[7]